# Ốc cạn

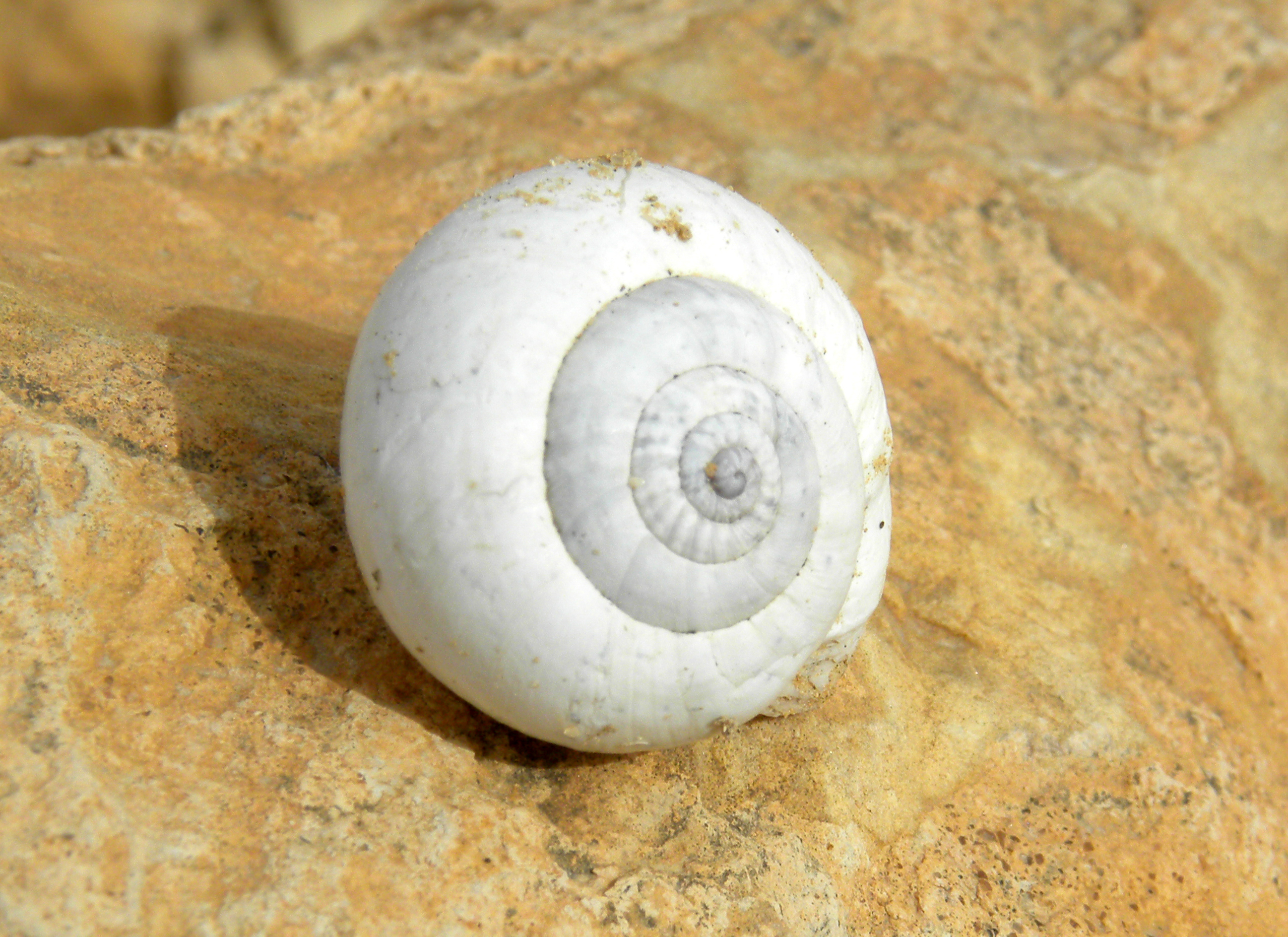
Một con ốc đất

Ốc cạn là một tên gọi chỉ chung cho bất kỳ trong vô số các loài ốc sống trên đất, như trái ngược với những loài sống ở nước mặn (ốc biển) và nước ngọt (ốc nước ngọt). Ốc đất là động vật thân mềm bụng có vỏ sống ở trên cạn (những con không có vỏ được gọi là sên trần.) Trong thực tế nhiều trường hợp khó để phân loại vì một số loài ốc có thể sống được trong hai môi trường cả nước và đất. Thực tế vỏ ốc còn được coi là xương của chúng. Vì vỏ ốc được tạo ra từ những lớp calci, tuy nhiên lớp xương này không hỗ trợ cho việc vận động của ốc mà như một áo giáp bảo vệ chúng khỏi những kẻ thù tự nhiên

## Đặc điểm
Phần lớn các ốc đất có một phổi và hít thở không khí. Tuy nhiên một thiểu số thuộc nhiều dòng cổ xưa, mà trong giải phẫu của chúng bao gồm một mang và một nắp mang. Như động vật thân mềm khác, ốc đất có một hoặc hai cặp xúc tu trên đầu. Ốc đất dao động đáng kể về kích thước của chúng. Các loài ốc lớn nhất là ốc khổng lồ châu Phi. Hầu hết các ốc đất có một hoặc hai cặp xúc tu trên đầu.
Ốc đất có một cơ bắp chân mạnh mẽ và sử dụng chất nhầy để thu thập thông tin trên các bề mặt thô, và để giữ cho cơ thể mềm mại của chúng khỏi bị khô. Ốc đất di chuyển bằng cách trượt dọc trên chân cơ bắp của chúng, được bôi trơn bằng chất nhầy và phủ lông mao biểu mô. Chuyển động này được hỗ trợ bởi các cơn co thắt cơ bắp sóng di chuyển xuống bụng của bàn chân. Ốc tiết ra chất nhầy bên ngoài để giữ cho cơ thể mềm mại của chúng khỏi bị khô, chúng cũng tiết ra chất nhầy từ chân để hỗ trợ trong vận động bằng cách giảm ma sát và giúp làm giảm nguy cơ tổn thương cơ học từ các vật sắc nhọn,
Trong một nỗ lực để bảo vệ mình chống lại kẻ thù, ốc đất rút lại phần mềm của chúng vào vỏ của họ khi nó đang nghỉ ngơi, một số chôn mình. Về sinh sản, phần lớn các ốc đất là lưỡng tính (có một bộ đầy đủ của các cơ quan sinh dục của cả hai giới). Ốc nhỏ nở ra với một lớp vỏ nhỏ tại chỗ, và vỏ xoắn phát triển như các bộ phận, hầu hết các vỏ ốc phát triển theo chiều thuận.

## Thiên địch

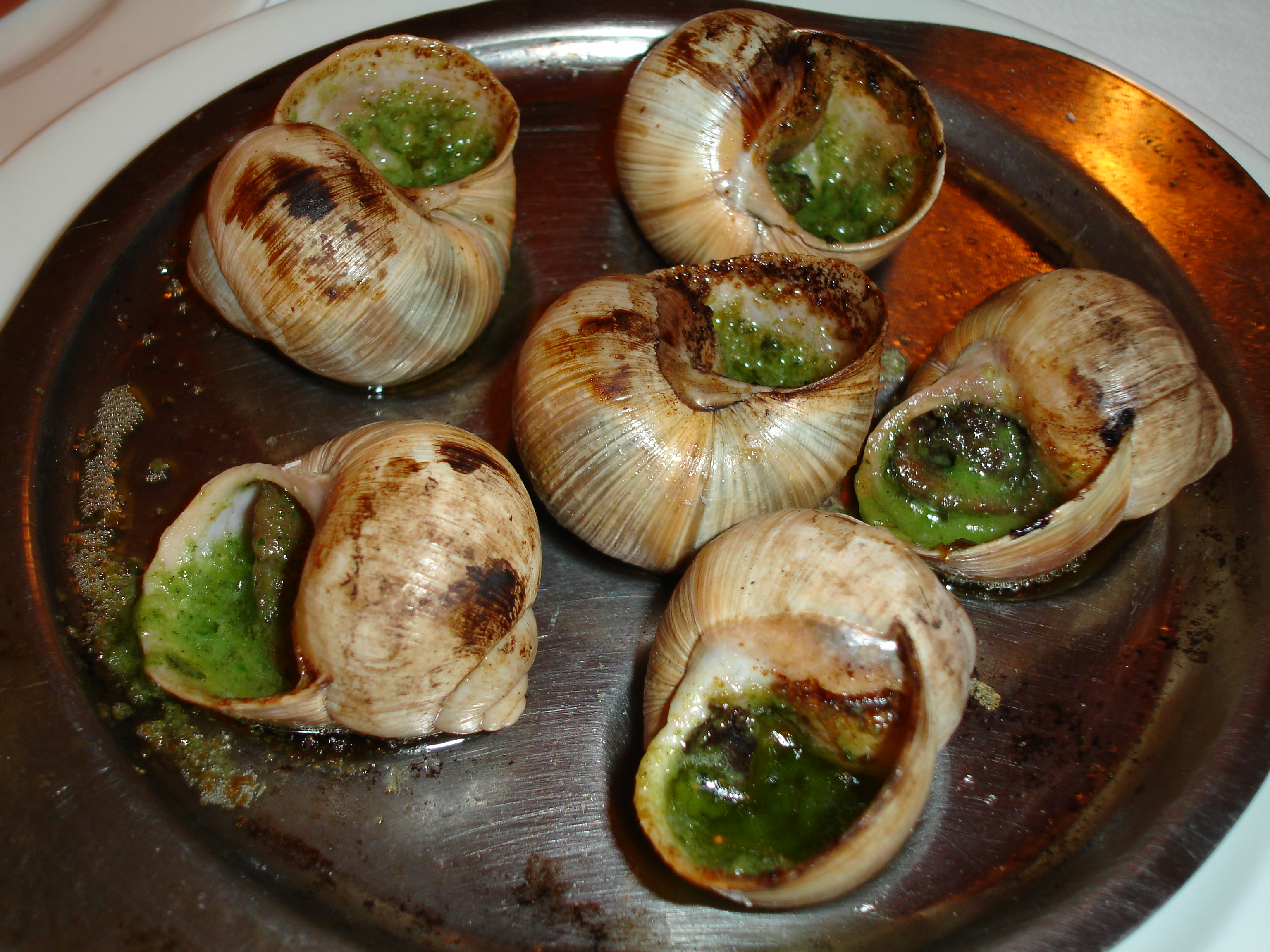
Một món ăn từ ốc đất

Ốc đất có nhiều kẻ thù tự nhiên, bao gồm các loài của tất cả các nhóm có xương sống đất, hai ví dụ là hoét và nhím. Một loạt các động vật có xương sống và không xương sống khác nhau săn ốc đất, và chúng được sử dụng làm thức ăn của con người trong các nền văn hóa ẩm thực khác nhau trên toàn thế giới, và thậm chí còn được nuôi trong các trang trại làm nguồn thực phẩm để cung cấp cho nhu cầu ăn ốc.
Động vật ăn thịt không xương sống bao gồm ốc chặt đầu, bọ cánh cứng đất, đỉa, giun dẹp đất và thậm chí cả con sâu bướm ăn thịt (Hyposmocoma molluscivora). Các loài chim cũng bị thu hút bởi ốc, chúng sẽ moi và ăn phần chân ốc. Con người cũng đặt ra mối nguy hiểm lớn cho ốc trong tự nhiên. Ô nhiễm và phá hủy môi trường sống đã gây ra sự tuyệt chủng của một số lượng đáng kể các loài ốc trong những năm gần đây.